# Tachibanakan To Lie Angle
Tachibanakan To Lie Angle (立花館To Lieあんぐる Tachibana-kan To Rai Anguru?), también conocido como Tachibanakan Triangle o Love to...Lie Angle, es un yuri manga japonés creado por merryhachi. Ha sido serializado en Ichijinsha's Comic Yuri Hime desde la edición de enero de 2015. El manga está licenciado en Norteamérica por Digital Manga Publishing. Adaptación de una serie de televisión de anime por Creators in Pack y Studio Lings se estrenó el 4 de abril de 2018.

## Personajes
Hanabi Natsuno (夏乃 はなび Natsuno Hanabi?)
Voz por: Minami Tsuda
Konomi Fujiwara (藤原 このみ Fujiwara Konomi?)
Voz por: Amisa Sakuragi
Iori Takamura (篁 いおり Takamura Iori?)
Voz por: Arisa Nakada
Yoriko Fujiwara (藤原 依子 Fujiwara Yoriko?)
Voz por: Rei Matsuzaki
Yū Tsukishiro (月城 優 Tsukishiro Yū?)
Voz por: Mikako Komatsu
Sonoa Mitsui (三井 そのあ Mitsui Sonoa?)
Voz por: Eri Kitamura

## Media

### Manga
Tachibanakan To Lie Angle está escrita e ilustrada por Merryhachi. Comenzó la serialización en Ichijinsha's Comic Yuri Hime con la edición de enero de 2015 vendida el 18 de noviembre de 2014. La serialización finalizó el 17 de abril de 2020. El manga está licenciado en Norteamérica por Digital Manga Publishing.

#### Volúmenes
| Volúmenes de manga publicados | Volúmenes de manga publicados | Volúmenes de manga publicados |
| Núm.                          | Fecha de publicación          | ISBN                          |
| ----------------------------- | ----------------------------- | ----------------------------- |
| 1                             | 18 de junio de 2015           | ISBN 978-4-7580-7435-3        |
| 2                             | 18 de enero de 2016           | ISBN 978-4-7580-7515-2        |
| 3                             | 16 de julio de 2016           | ISBN 978-4-7580-7569-5        |
| 4                             | 18 de abril de 2017           | ISBN 978-4-7580-7660-9        |
| 5                             | 18 de diciembre de 2017       | ISBN 978-4-7580-7750-7        |
| 6                             | 18 de abril de 2018           | ISBN 978-4-7580-7802-3        |
| 7                             | 18 de julio de 2018           | ISBN 978-4-7580-7835-1        |
| 8                             | 16 de mayo de 2019            | ISBN 978-4-7580-7936-5        |
| 9                             | 30 de junio de 2020           | ISBN 978-4-7580-2130-2        |

### Anime
Adaptación de una serie de televisión anime de 12 episodios por Creators in Pack y Studio Lings se estrenó el 4 de abril de 2018. La serie está dirigida por Hisayoshi Hirasawa, con composición en serie de Words in Stereo y diseño de personajes de Yutsuko Hanai. El tema musical final es "Motto, Nee Motto" (もっと、ねぇもっと?) por Erabareshi. Crunchyroll está emitiendo la serie al mismo tiempo.
| Núm. | Título                                                                                  | Fecha de emisión    |
| ---- | --------------------------------------------------------------------------------------- | ------------------- |
| 1    | «¡Una nueva vida!» «Shin Seikatsu!» (新生活!)                                           | 4 de abril de 2018  |
| 2    | «El lugar secreto» «Himitsu no Basho» (秘密の場所)                                      | 11 de abril de 2018 |
| 3    | «Perseguir y dormir a la chica» «Bikō to Soine» (尾行と添い寝)                          | 18 de abril de 2018 |
| 4    | «La prueba y el baño» «Junan to Toire» (受難とトイレ)                                   | 25 de abril de 2018 |
| 5    | «Uniformes para verano y clóset» «Natsufuku to Oshiire» (夏服と押入れ)                  | 2 de mayo de 2018   |
| 6    | «Fiesta de bienvenida y pistolas de agua» «Kangeikai to Mizudeppō» (歓迎会と水鉄砲)     | 9 de mayo de 2018   |
| 7    | «Lluvia de meteoritos y balde» «Ryūseigun to Baketsu» (流星群とバケツ)                  | 16 de mayo de 2018  |
| 8    | «El kisu y el kiss» «Kisu to Kisu» (鱚とキス)                                           | 23 de mayo de 2018  |
| 9    | «Resfriado y recuerdos» «Kaze to Omoide» (風邪と思い出)                                 | 30 de mayo de 2018  |
| 10   | «Tenis de mesa en las aguas termales» «Onsen de Takkyū» (温泉で卓球)                    | 6 de junio de 2018  |
| 11   | «Festival de verano» «Natsu Matsuri» (夏祭り)                                           | 13 de junio de 2018 |
| 12   | «Aquí, en Tachibanakan» «Kono Basho de, Ano Tachibanakan de» (この場所で、あの立花館で) | 20 de junio de 2018 |